# Allerheiligenkirche (Kleinschwarzenlohe)

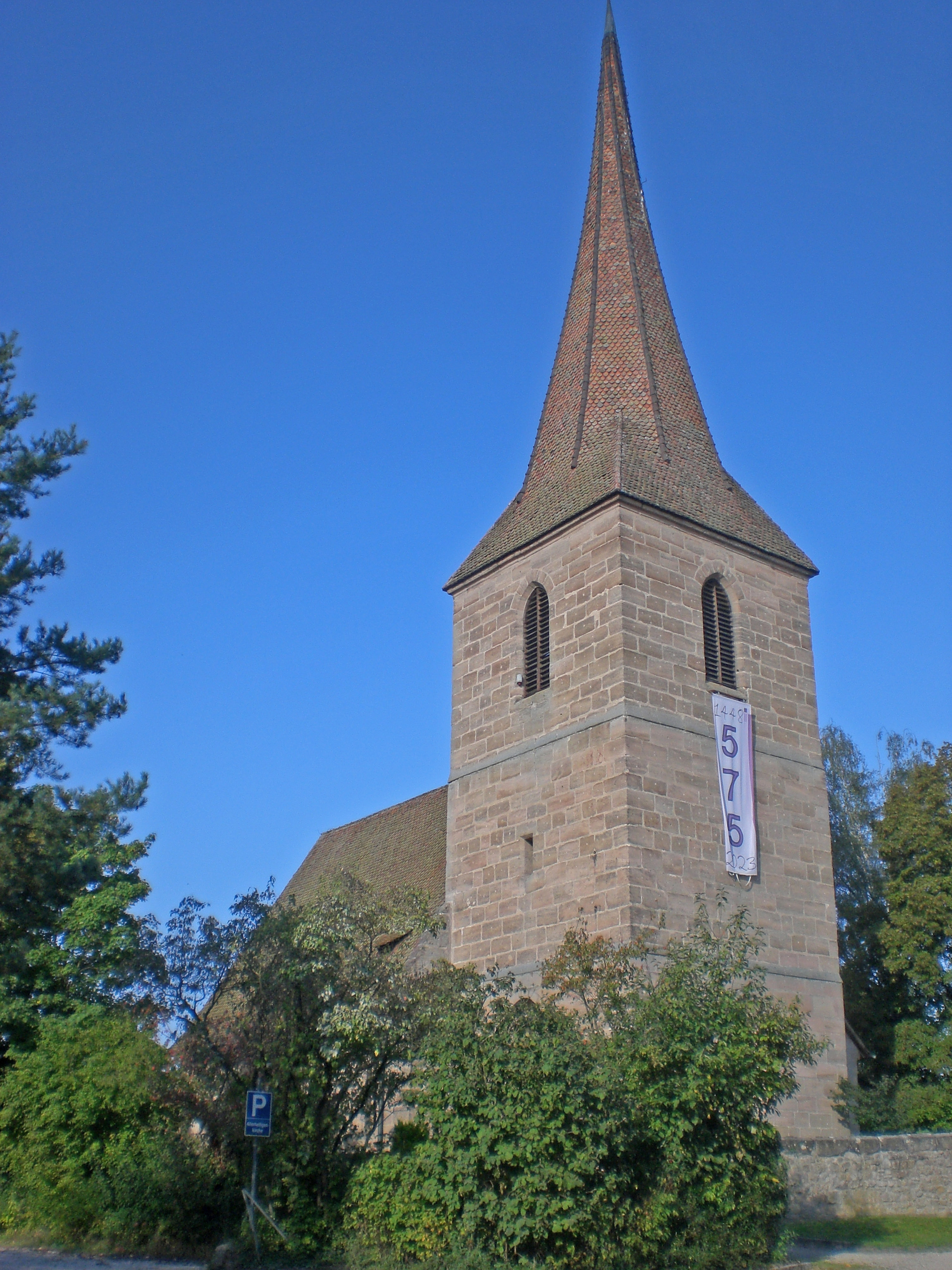
Allerheiligenkirche in Kleinschwarzenlohe

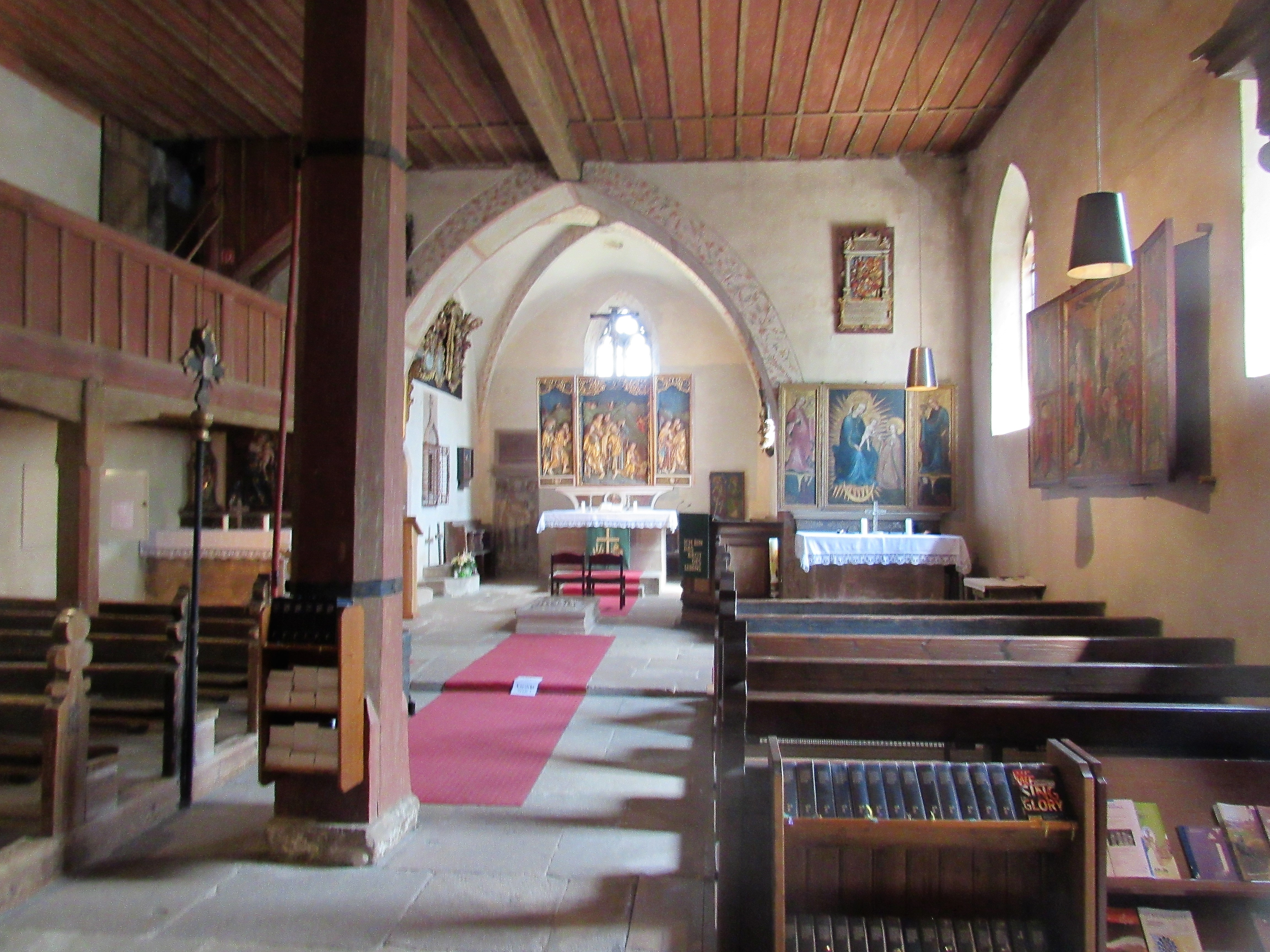
Innenraum der Kirche

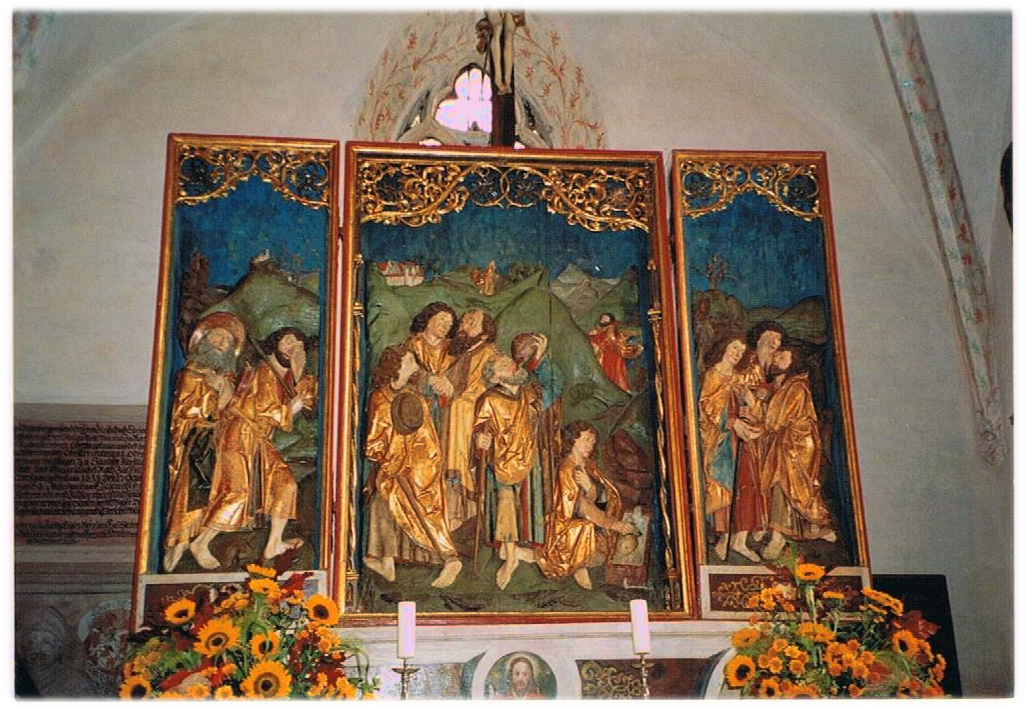
Apostelabschiedsaltar von Tilman Riemenschneider

Die evangelisch-lutherische Filialkirche Allerheiligen befindet sich in Kleinschwarzenlohe, einem Gemeindeteil von Wendelstein im mittelfränkischen Landkreis Roth. Sie ist ein geschütztes Baudenkmal.

## Geschichte
Der Bau wurde 1448 von den Kleinschwarzenloher Bürgern Fritz Beer und Hans Weiß erbaut und nach dem Vorbild der Wehrkirche Katzwang westlich außerhalb des Ortes als Feldkirche (Kirchlein auf dem Felde) gebaut. Im gleichen Jahr wurde sie ersturkundlich erwähnt. Kurze Zeit später erfolgte eine Zustiftung durch die Rieter von Kornburg, die im benachbarten Rieterschloss (zu diesem Zeitpunkt überlieferter Weise noch als Seckendorff-Schloss bekannt)ansässig waren. Diese ermöglichten einen eigenen Priester für die Kirche, sodass ab 1470 regelmäßig Messen dort stattfinden konnten. Erst im Jahr 1513 wurde der 40 Meter hohe Turm fertiggestellt.> Die Glocke stiftete wiederum die Familie Rieter, die das Patronat innehatte (Glockenstiftung bereits 1503 als Sologlocke (Ave-Maria-Glocke)), diese befindet sich immer noch im Turm. In der Zeit der Reformation wurde die Kirche geschlossen und im Zweiten Markgrafenkrieg 1552/53 beschädigt. Eine umfassende Renovierung erfolgte erst von 1600 bis 1608. In dieser Zeit entstand auch die Mauer um den Kirchhof mit dem Torbau. Die Sandsteinquader des Torbaus sind mit der Jahreszahl 1600 bezeichnet und umschließen einen kleinen Friedhof, der als Bodendenkmal geschützt ist.
Während des Dreißigjährigen Kriegs verlegten die Rieter ihre Familiengruft aus der stark zerstörten Kornburger Kirche in die Allerheiligenkirche. Auf dem Totenschild des Hans Rieter von Kornburg († 1626) wurde 1924 ein Funeralhelm entdeckt, bei welchem es sich um einen übermalten Topfhelm aus der Mitte des 14. Jahrhunderts handelte. Der Helm ist heute im Germanischen Nationalmuseum zu sehen.
Seit 2022 ist im Kirchenraum eine Replik diese Helmes aufgestellt, da der im Totenschild der Rieter ausgestellte Helm keine Ähnlichkeit mit dem sich im Museum befindlichen Original hat.
Mit dem Erlöschen des Geschlechts der Rieter 1753 kam die Kirche als ein Teil ihres Stiftungsvermögens zum Nürnberger Heilig-Geist-Spital und damit in den Besitz der Stadt Nürnberg.
Nach 1806 drohte während der Säkularisation zunächst der Abriss der Kirche. Bürgerproteste verhinderten dies jedoch. Das ursprüngliche Mesnerhaus wurde zeitgleich mit der Kirche erbaut und ist im 30-jährigen Krieg abgebrannt und während des Barocks in den 1780er-Jahren wieder aufgebaut und in der zweiten Hälfte des 19. Jhdts. um einen Schuppenanbau erweitert worden, das sich heute im ebenfalls im Besitz der evangelischen Kirche befindet. Das bayerische Urkataster zeigt Allerheiligen in den 1810er Jahren als eine Einöde mit zwei Herdstellen, eigenem Brunnen, der Kirche und dem Gottesacker, räumlich deutlich abgesetzt vom Kleinschwarzenloher Altort.
Die Kirchengemeinde war ursprünglich eine Filiale von Katzwang, spätestens seit dem 18. Jahrhundert ist sie Teil der Pfarrei Kornburg, heute Evangelisch-Lutherische Kirchengemeinde Kornburg im Dekanat Schwabach.
Zum 1. Mai 1968 wurde die Kirche in den Besitz der evangelischen Pfarrgemeinde Kornburg überführt.
Seit 1973 gibt es eine kleine Orgel von Steinmeyer mit sechs Registern.

## Beschreibung
Der östliche Chorturm ist dreigeschossig mit spitzem Dach und spitzbogigen Schallfenstern. Der Chor im Untergeschoss hat ein Kreuzrippengewölbe. Im Langhaus verbirgt sich über einer flachen Holzdecke, die im Jahr 1605 eingezogen wurde, ein gotisches Tonnengewölbe aus Holz. Die Fenster von Chor und Langhaus sind spitzbogig mit Maßwerk. Als Baumaterial kamen sorgfältig behauene Sandsteinquader zur Verwendung, die aus den drei Kilometer nördlich gelegenen Steinbrüchen am Kornberg stammten. Der leicht rötliche Farbschlag lässt auf deren Ursprung aus dem Holsteinbruch oder am Glasersberg schließen. Das Portal der Kirchhofmauer besteht aus einem etwas helleren, gelblichen Material, dem Wendelsteiner Quarzit. Dieser wurde am Wernloch gebrochen. Die restliche Mauer besteht aus nur grob behauenen Bruchsteinen und Buckelquadern.

## Ausstattung
Den Hochaltar schnitzte Tilman Riemenschneider im Jahr 1491. Es handelt sich um einen Flügelaltar. Geöffnet zeigt er ein Relief des Apostel-Abschieds, geschlossen ein Gemälde der Ausgießung des Heiligen Geistes. Das Kruzifix über dem Hochaltar wurde zeitgleich geschaffen. Im Chor befindet sich auch eine Sakramentsnische mit der Jahreszahl 1473.
Der Katharinenaltar rechts neben dem Chorbogen, gleichfalls ein Flügelaltar, entstand in den Jahren 1418 bis 1420 durch den Meister des Marienaltars der Nürnberger Frauenkirche, zeigt zum Gedenken im Stifterwappen Peter I. Rieter und seine erste Ehefrau Klara Grundherr. Der Kreuzigungsaltar rechts vom Chorbogen ist ebenfalls ein Werk aus Nürnberg aus der Zeit um 1480 (Pleydenwurff?).
Links vom Chorbogen befindet sich unter der Bauernempore der sog. Weihnachtsaltar, mit Figuren die links den Hl. Wolfgang oder den Hl. Nikolaus, rechts eine AnnaSelbstritt (1420) mit fehlendem Jesukind figürlich zeigen. In der Mitte befindet sich ein Relief der Mutter Gottes mit dem Jesukind aus der Zeit von 1490.
An der nördlichen Wand ist die Herrschaftsempore mit nachgotischen Schnitzereien eingebaut. Sie entstand 1605 zeitgleich mit der Holzdecke. Zu erwähnen sind auch Denkmäler und Gedenktafeln für die Familie Rieter. In der Kirche sind Malereien aus der Zeit um 1500 zu erkennen, zum Beispiel am Chorbogen. Das Geläut besteht aus einer einzigen Glocke, der 1503 gegossenen Ave-Maria-Glocke, die in b' gestimmt ist.